# Эскобар, Гонсало (теннисист)
Гонсало Эскобар (исп. Gonzalo Escobar; Пустой шаблон {{ВД-Преамбула}} ) — эквадорский теннисист. Полуфиналист одного турнира Большого шлема в смешанном парном разряде (Чемпионат Австралии-2022); победитель шести турниров ATP и финалист восьми турниров ATP в парном разряде.
С 2013 года Эскобар представляет Эквадор на Кубке Дэвиса, где его рекорд W/L: 12—9.

## Биография
Родился 20 января 1989 года в Манта, в Эквадоре.

## Спортивная карьера
В 2014—2025 годах стал победителем четырнадцати турниров серии «челленджер» и восьми турниров серии «фьючерс» в парном разряде.

### 2021—2022
В январе 2021 года вместе с уругвайцем Ариэлем Беаром стал победителем турнира ATP 250 в Делрей-Бич, завоевав свой первый титул в парном разряде. Где они в финале победили американскую пару Райан Харрисон и Кристиан Харрисон со счётом 6-7(5), 7-6(4), [10:4].
В апреле 2021 года вместе с уругвайцем Ариэлем Беаром стал победителем в парном разряде турнира категории ATP 250 Открытый чемпионат Андалусии в Марбелье (Испания), где они в финале победили пару Томислав Бркич и Никола Чачич со счётом 6-2, 6-4.
И в середине января 2022 года вместе с чешской теннисисткой Луцией Градецкой дошёл до полуфинала Открытого чемпионата Австралии в смешанном парном разряде, где они со счётом 6-2, 6-7, [6:10] проиграли австралийской паре Джейми Форлис и Джейсон Кублер, — которые в итоге стали финалистами данного турнира.
На этом же турнире вместе с уругвайцем Ариэлем Беаром дошёл до третьего круга в парном мужском разряде, где они со счётом 4-6, 6-4, 4-6 проиграли австралийской паре Ник Кирьос и Танаси Коккинакис, — которые в итоге стали чемпионами данного турнира.
В апреле 2022 года вместе с уругвайцем Ариэлем Беаром стал победителем в парном разряде турнира категории ATP 250 Открытый чемпионат Сербии в Белграде (Сербия), где они в финале победили хорватскую пару Мате Павич и Никола Мектич со счётом 6-2, 3-6, [10:7].